# SMS Laudon
La SMS Laudon è stata una fregata a propulsione mista vela-vapore della k.u.k. Kriegsmarine in servizio tra il 1880 e il 1918. Tra il 1919 e il 1920 prestò brevemente servizio nella Jugoslovenska kraljevska ratna mornarica con il nome di Privič, ma catturata dalla Regia Marina fu demolita in Italia nel 1923.

## Storia
La costruzione della fregata lignea SMS Laudon, su progetto dell'ingegnere Josef Romanko, fu ordinata presso lo Stabilimento Tecnico Triestino di Trieste e l'unità fu impostata il 5 agosto 1871, varata il 22 settembre 1873, completata il 22 luglio 1874 entrando in servizio effettivo nella k.u.k. Kriegsmarine il 14 febbraio 1880.

## Descrizione tecnica
La SMS Laudon era una fregata di costruzione mista, che dislocava 3.825 tonnellate, era lunga 85,44 m fuori tutto, larga 14,33 m, e con un pescaggio di 6,74 m. L'apparato propulsivo si basava su una macchina a 2 cilindri orizzontali STT Trieste e 4 caldaie a 20 focolari che erogavano una potenza massima di 2.850 Psi.  Esso muoveva un'elica bipala Griffith del diametro di 5,49 m.  La superficie velica, ripartita su tre alberi, raggiungeva i 2.396,64 m². La velocità massima raggiungibile era pari a 13,58 nodi, a 78 giri di macchina.  L'armamento si basava su 14 pezzi singoli da 150 mm in batteria in coperta, 1 cannone da 150 mm sul ponte, 2 cannoni da 70 mm, 7 cannoni a tiro rapido da 47 mm e 3 tubi lanciasiluri da 350 mm.

## Impiego operativo
La fregata Laudon effettuò le prove in mare il 9 febbraio 1875, ed entrò ufficialmente in servizio nella flotta il 14 febbraio 1880 come nave ammiraglia della Squadra Adriatica, e il 21 aprile fu ispezionata dall'erede al trono, l'arciduca Rodolfo. Nel mese di luglio effettuò la prima crociera addestrativa nel Mediterraneo orientale, toccando Salonicco e Alessandria d'Egitto. Il 17 gennaio 1882 si portò a Kumbor per proteggere la polveriera, e sostò nelle bocche di Cattaro per sostenere le truppe austro-ungariche durante l'occupazione di Krivoscije. Il 16 giugno fu a Corfù, e il 20 dello stesso mese arrivò nel porto di Alessandria d'Egitto, trovandovi condizioni politiche incerte, schierandosi a difesa dei piroscafi del Lloyd Adriatico Diana e "Ceres", e della nave "Mars". La fregata rientrò a Pola il 25 novembre, rimanendo fuori servizio fino al 1886 per lavori di manutenzione che comportarono la sostituzione delle caldaie e lavori allo scafo. Rientrata in servizio effettuò una breve crociera a Salonicco nel maggio dello stesso anno.
Nel 1887 fu potenziato l'armamento installando cannoni a tiro rapido SFK da 47 mm e 2 tubi lanciasiluri. Inoltre venne implementata la sovrastruttura con la copertura della plancia e della timoniera.
Nave ammiraglia della squadra navale, navigò dapprima lungo le coste dell'Istria e della Dalmazia, e poi nel Mediterraneo occidentale raggiungendo i porti di Cartagena, Gibilterra, Cadice, Malaga e Barcellona. 
Tra il 1888 e il 1889 la Laudon navigò lungo la costa dell'Istria, raggiungendo Gravosa il 6 dicembre 1889 per salutare la squadra navale tedesca con a bordo il principe Enrico di Prussia.
Il 23 dicembre 1889, in occasione della visita imperiale al Golfo di Muggia, vicino a Trieste, l'imperatore Francesco Giuseppe I si imbarcò sulla Laudon per seguire le grandi manovre navali della flotta, e fu poi sbarcato presso il castello di Miramare.
Nel 1890 una prevista crociera davanti all'Istria fu annullata a causa di una epidemia di influenza e la Laudon rimorchiò a Pola la cannoniera SMS Albatros per sbarcare i malati. Il 31 marzo 1890 si imbarcò a bordo il guardiamarina arciduca Leopoldo Ferdinando, e la fregata effettuò una crociera di addestramento in Istria.
Ritornò a Trieste in tempo per assistere al varo della torpediniera SMS Trabant.
Nel 1891 fu posta in riserva, venendo reimmessa in servizio il 1 ottobre 1894 come nave ammiraglia della divisione navi scuola.
Nel settembre 1896 fece parte della scorta della principessa Elena del Montenegro che andava sposa al futuro Re d'Italia Vittorio Emanuele III.
La notte del 25 ottobre dello stesso anno, a causa delle cattive condizioni meteorologiche, entrò in collisione con la cannoniera SMS Nautilus e la corvetta Zriniy.
Dopo aver eseguito le opportune riparazioni in cantiere a Pola, proseguì la sua attività in seno alla flotta fino al 1898, quando fu immessa nella riserva.
Il 24 marzo 1900 fu ribattezzata SMS Schwarzenberg ed adibita al servizio come nave scuola Cadetti di Marina.
Nel mese di agosto, sbarcata la macchina e le caldaie, divenne nave deposito siluri e stazionaria a Sebenico.
Sopravvissuta alla prima guerra mondiale, nel 1919 fu catturata dagli jugoslavi e assegnata definitivamente al Regno dei Serbi, Croati e Sloveni venne ribattezzata Privič.
Tuttavia la Regia Marina sequestrò l'unità rimorchiandola in Italia, dove fu demolita nel 1923.

### Annotazioni
1. ↑  In tedesco per i nomi delle navi, "SMS" significa Seiner Majestät Schiff ("Nave di Sua Maestà").

### Fonti
1. 1 2 3 4 5 6 7 8 9 10 11 12 13 14  Agenzia Bozzo.
2. 1 2 3 4 5 6 7 8 9 10 11 12 13  kuk Kriegsmarine.
3. 1 2 3  Gogg 1974, p. 47.
4. ↑  Chesneau, Kolesni 1979, p. 276.
5. 1 2 3 4  Greger 1976, p. 138.